# История Иркутска
Древнейшие следы пребывания человека на территории Иркутска датируются возрастом около 50 тысяч лет. Поселения и могильники, относящиеся к каменному, бронзовому и железному векам, обнаружены на обоих берегах Ангары (стоянки Военный госпиталь, им. Арембовского, Щапова I—III, Переселенческий Пункт, им. Герасимова, Мамоны II, Верхоленская гора, Роща «Звёздочка», Царь-Девица, Титово, Лисиха, Кузьмиха, Иркутск-мост (левый берег), Глазковская церковь, могильники неолитической китойской культуры (некрополи Глазковский (с участками «Локомотив» и «Циклодром»), Гороховский, Лисихинский, Усть-Ушаковка). Возраст находок археологического объекта «Ленинский» превышает 40 тыс. лет. Возраст верхнепалеолитической стоянки Щапова I в районе улицы Щапова и пади Пшеничной составляет 39900±1285 лет, стоянки им. Герасимова — 36 750±380 лет, стоянки Мамоны II — 31400 лет. Геоархеологическое местонахождение Трилиссера I датируется возрастом 23—29 тыс. лет назад.

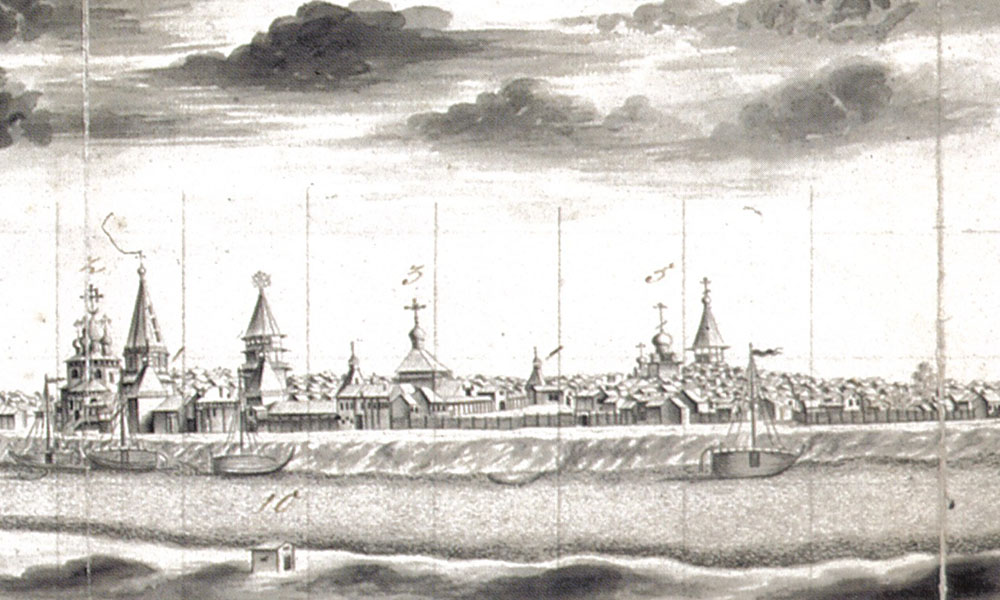
Иркутский кремль, 1735 год

## Основание. XVII век
Своё начало город ведёт с острога, заложенного отрядом Якова Похабова по заданию енисейского воеводы 6 июля 1661 года. Место на берегу Ангары при впадении в неё реки Иркут оказалось пригодным для земледелия и скотоводства, водный путь обеспечивал сообщение с Енисеем и Байкалом. В день закладки острога Похабов докладывал: 
А инде стало острогу поставить негде, а где ныне Бог позволил острог ставить ... тут место самое лутчее, угожее для пашни, и скотинной выпуск и сенные покосы и рыбные ловли все близко, а опроче того места  острогу ставить негде ... места степные и неугожие.
Стоит заметить, что, согласно гипотезам, временные (зимовья) или постоянные поселения русских могли существовать на территории Иркутска (на острове Дьячьем) в 1650-х годах. Существует и «народная» версия (поддержанная А. И. Лосевым, но не принятая современной наукой) об освоении этой местности землепроходцами ещё в 1620 году. Согласно же официальной истории, русские впервые достигли верховьев Ангары не ранее конца 1620-х годов, основанию Иркутского острога предшествовал выход казачьего отряда К. Иванова к Байкалу, случившийся лишь в 1643 году, а официальной датой основания Иркутска является указанный 1661 год.
Иркутский острог был одной из многочисленных острожных крепостей в Восточной Сибири, поставленных для сбора ясака. Первым приказчиком нового острога был назначен казачий десятник Василий Ездаков.
К концу 1660-х годов строения острога сгнили, и оборонительное сооружение было выстроено заново, с вырытым вокруг него рвом. Вскоре за стенами острога возник посад. В 1672 году построена первая деревянная церковь — Спасская, заложен мужской Вознесенский монастырь, а в 1689 году — женский Знаменский монастырь.
В 1682 году острог становится центром Иркутского воеводства, объединяющего все остроги Прибайкалья. Резиденцией воеводы становится государев двор. В 1686 году Иркутску присвоен статус города. После урегулирования российско-китайских отношений Нерчинским договором (1689) через Иркутск потянулись торговые караваны на пути в Китай. Из Сибири везли пушнину, из Китая через Селенгу и Байкал — чай, сахар и ткани. В 1692 году в Амстердаме была издана книга Н. Витсена «Северная и Восточная Тартария», в которой так описывается Иркутск: 

 Город Иркутской, примерно в 8 милях от озера Байкал, был построен несколько лет назад и снабжен крепкими деревянными башнями. Пригород его очень большой. Там можно достать в изобилии мясо и рыбу. В окрестностях этого города и в Верхоленске растет в изобилии хлеб, ибо земля там очень плодородная. Здесь поселилось много московитов… Осенью эта область часто подвержена землетрясениям… Иркутск теперь расцветает от торговли с Синой и население его увеличивается…
В 1696 году в Иркутске произошёл бунт забайкальских казаков против воеводы А. Савёлова, настроившего против себя местное население. В это время получили развитие кузницы, мастерские, кожевни, мыловарни. К 1700 году в Иркутске проживало около 1000 человек, в том числе 409 казаков, 110 посадских людей, 50 служилых, 13 детей боярских, 2 дворянина и другие.

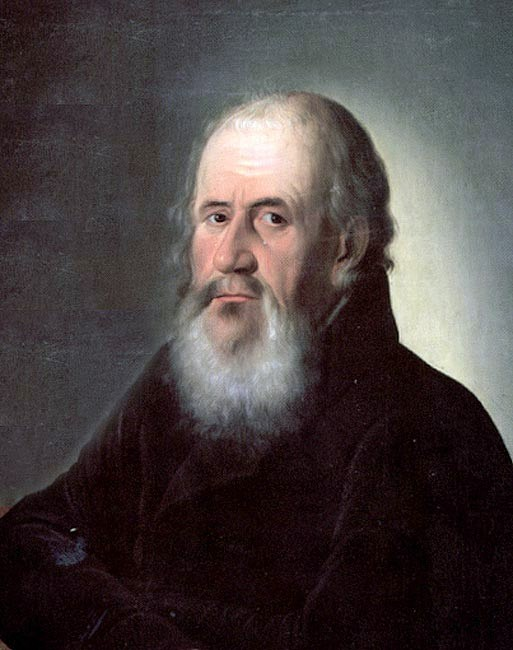
Купец П. Д. Трапезников

## XVIII век
В 1701 году в городе появилось первое каменное здание — приказная изба. Организовано почтовое сообщение с Москвой — ямская гоньба, с использованием подводной повинности.
В 1708 году город Иркутской был включён в состав учреждённой Сибирской губернии.

В 1716 году пожар значительно повредил острожные сооружения, которые были восстановлены через год. За рекой Ушаковкой началось производство кирпича. О пожаре Иркутская летопись гласит: 
Августа на 3-е число в Иркутске учинился пожар за городом, от коего в городе Спасская старая соборная церковь, городовая стена с башнями от канцелярии до Спасской каменной церкви и гостиный двор с таможнею и несколько дворов сгорели.
В 1720-е годы Иркутск становится центром Иркутской провинции в составе Сибирской губернии. В 1722 году открыта ратуша, через год реорганизованная в магистрат. В середине 1720-х годов при Вознесенском монастыре под Иркутском открыта «мунгальская» школа для миссионеров и переводчиков с китайского и монгольского языков (существовавшая до 1748 года). Тогда же город посещают участники Камчатской экспедиции во главе с В. Берингом. Содействие Берингу оказывает владыка Иннокентий, с 1727 по 1731 годы возглавляющий новообразованную Иркутскую и Нерчинскую епархию.
В Иркутске развивается и упорядочивается торговля, начинается использование гербовой печати «для прикладывания к выдаваемым купечеству из таможен и из ратуш паспортам».
В 1730 году купец Ланин открывает железоделательный завод. В 1738 году открыт почтовый тракт на Охотск. В 1745 году был построен первый каменный жилой дом. В 1747 году посадский человек Прокопьев открывает стекольный завод и ткацкую фабрику. В 1750-е годы были учреждены школа навигации, в городе появились первые старообрядцы. В 1757 году учреждена полиция. В 1750-х годы в Иркутск пришла Московская столбовая дорога.
В 1758—1760 годах коллежский асессор П. Крылов вел следствие в Иркутске о злоупотреблениях при торговле вином (водкой) и при этом сам занимался вымогательством и другими беззакониями, фактически захватив власть в городе. Именем его еще в начале XIX века в Иркутске пугали детей. 
Отмена царской монополии на экспорт пушнины в 1762 году открыла «золотой век» иркутского купечества. Крупнейшие купеческие династии — Сибиряковы, Баснины, Трапезниковы, Дудоровские, Солдатовы разбогатели на российско-китайской торговле, скупая и перепродавая пушнину, и препятствуя доступу иногородних купцов на местный рынок. Другим источником их обогащения было участие в поставках провианта и металла для государственных нужд, полученными из казны деньгами купцы делились с чиновниками. Многие купеческие династии были выходцами с Русского Севера. К концу XVIII века купечество стало играть ведущую роль в гражданской жизни Иркутска, составляя оппозицию государственной администрации. Занимая ключевые должности в органах городской власти, купцы получали доступ к выгодным им контрактам. Крепли традиции благотворительной деятельности купцов, на средства которых строились и содержались церкви, приюты, больницы, школы, театры, библиотеки. Фамилиями известных купцов впоследствии стали называть улицы: Баснинская, Ланинская, Медведниковская, Мыльниковская, Трапезниковская и другие.

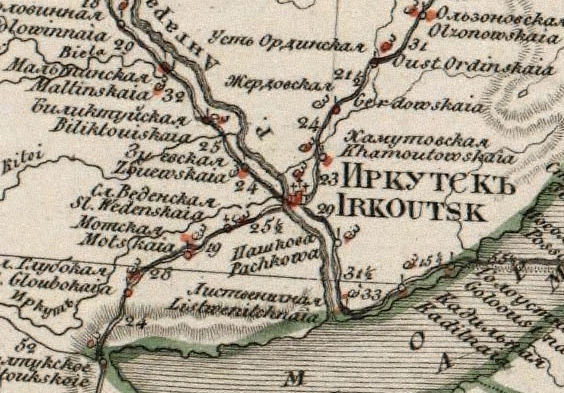
На карте 1826 года показаны дороги, выходившие из Иркутска: Московский, Якутский, Заморский и Кругоморский тракты

В 1764 году образована Иркутская губерния в составе Сибирского царства. В 1770-е годы была официально открыта городская ярмарка и банковская контора. В 1780-е годы появилась публичная библиотека, духовная семинария, городская школа, училище, а также типография. В 1783 году образовано Иркутское наместничество под управлением генерал-губернатора. 1 января 1787 года учреждена городская дума, городским головой избран купец I гильдии М. Сибиряков, трижды переизбранный и удостоенный звания «именитый гражданин» за вклад в развитие города. В 1775 году пожар почти полностью уничтожил центр города. В 1790 году обветшалые стены острога были разобраны. В 1791 году в Иркутске в течение двух месяцев находился первый политический ссыльный в эти места — А. Радищев, осуждённый за публикацию «Путешествия из Петербурга в Москву». К концу XVIII века прежде патриархальный Иркутск стал приобретать облик европейского города, где развивалась культура, появилась современная одежда, большинство мужчин уже коротко стриглось и брило бороду.
В 1799 году при участии иркутского купца Г. Шелихова создана Российско-Американская компания. С середины XVIII века город стал играть роль главной базы тихоокеанских промыслов: здесь размещалась одна из контор РАК, принадлежавшие ей «американские казармы», кузнечный, смолокуренный, скорняжный и прядильный заводы. В Иркутске совершались торговые сделки и снабженческие операции, набирались команды промышленников и моряков, многие из которых были иркутянами. Жители города владели до 9 % акций компании. На могильном памятнике Г. И. Шелихова приведены стихи Державина: «…Не забывай, потомок, что Росс, твой предок, и на Востоке громок».

## XIX век

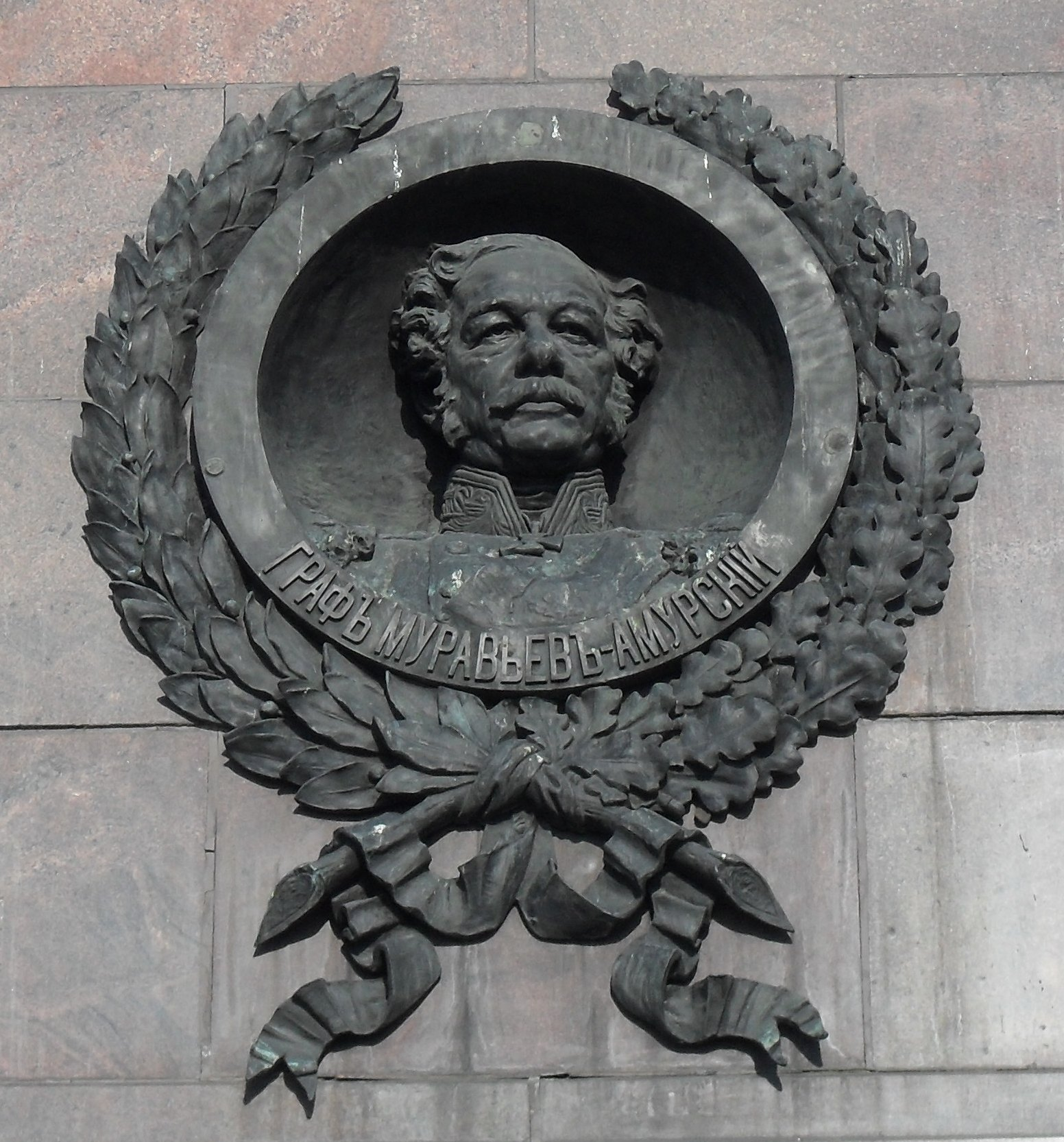
Н. Муравьёв-Амурский,
барельеф, 1908 год

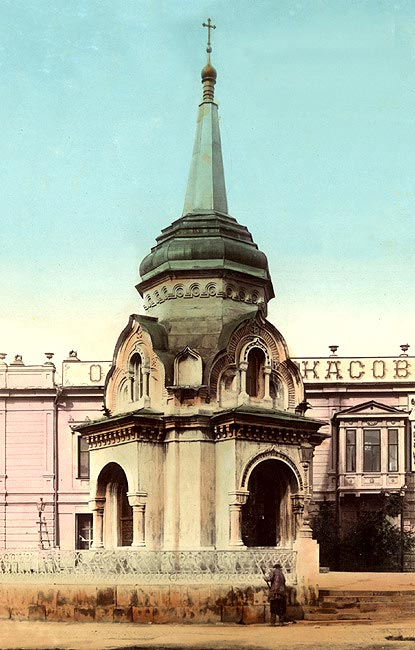
Часовня во имя Христа Спасителя, установлена в конце 1860-х гг.(снесена в 1920-е гг.)

В 1801 году открыт Кругоморский тракт в Забайкалье, проложенный при участии ссыльных. В городе каторжный труд применялся в ремесленном доме и на суконной фабрике. В 1807 году на частные средства была открыта первая больница. В 1812 году из Иркутска было отправлено 566 рекрутов на войну с Наполеоном. В 1813 году со стороны Московского тракта поставлены триумфальные ворота. В 1816 году образовано Иркутское казачье войско.
Находясь вдали от столицы, местное начальство располагало практически неограниченной властью: инструкции сверху дозволяли им «делати… по своему высмотру, как пригоже и как бог вразумит». Ещё в 1717 и 1736 годах за злоупотребления на местах в Петербурге были казнены иркутский воевода Л. Ракитин и вице-губернатор А. Жолобов, в разное время были уволены генерал-губернаторы И. Якоби, Б. Леццано и И. Селифонтов. Вице-губернатор А. Плещеев был падок на подарки, губернатор Ф. Немцов отличился непомерным взяточничеством. Губернатор Н. Трескин прославился наведением порядка и чистоты на городских улицах, расправой над купеческой оппозицией и высылкой «вредных членов общества». На период его руководства пришёлся расцвет коррупции. В 1819 году был отрешён от должности генерал-губернатор Пестель, на его место назначен российский реформатор Михаил Сперанский, которому было поручено «придать кого нужно законному суждению» и создать «на месте полезнейшее устройство сего отдалённого края». За 2 года пребывания Сперанского в Иркутске был отдан под суд гражданский губернатор Трескин, выявлено около 700 чиновников, причастных к беззакониям.
Солиден вид города потому, что он хорошо торгует,
а вовсе не потому, что представляет центр
административного управления Восточной Сибири...
Иркутск — город народный, коренной сибирский, старинный,
где общественники преобладают над служивым сословием.
В 1822 году было образовано Восточно-Сибирское генерал-губернаторство с центром в Иркутске. В 1826 году в город прибыли первые ссыльные декабристы. После отбытия каторги С. Трубецкому и С. Волконскому разрешили поселиться в Иркутске. Согласно проекту конституции Н. М. Муравьёва Иркутск должен был стать столицей Ленской державы в составе Российской федерации. В 1836 году открыт первый частный банк. В 1839 году открыта первая публичная библиотека. В 1840-е годы Иркутск превращается в «столицу ленского золота», место концентрации капиталов золотопромышленников. В эти годы в город прибыл первый пароход, были открыты институт благородных девиц и театр.

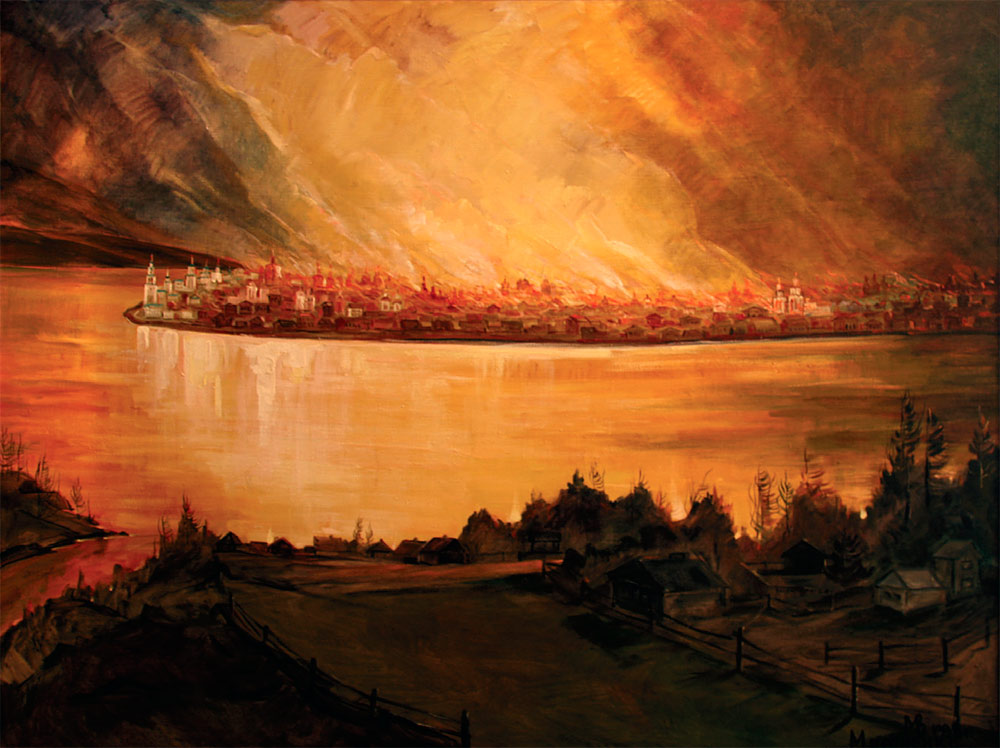
Великий пожар 1879 года

С 1848 по 1861 год генерал-губернатором был граф Н. Н. Муравьёв-Амурский. Он присоединил к России Приамурский край, однако на месте проявлял необузданный деспотизм и крайнюю жестокость. С открытия сообщения по Амуру в 1854 году по пути из Санкт-Петербурга к Тихому океану начинает приходить в упадок старый Якутский тракт. В Иркутск прибывают ссыльные поляки. Население города составляет 28 тысяч человек, ссыльных насчитывалось 3768 человек. В 1864 году подведена телеграфная линия на Петербург. В 1866 году в Иркутске проходил суд над 683 поляками, поднявшими восстание на Байкале.

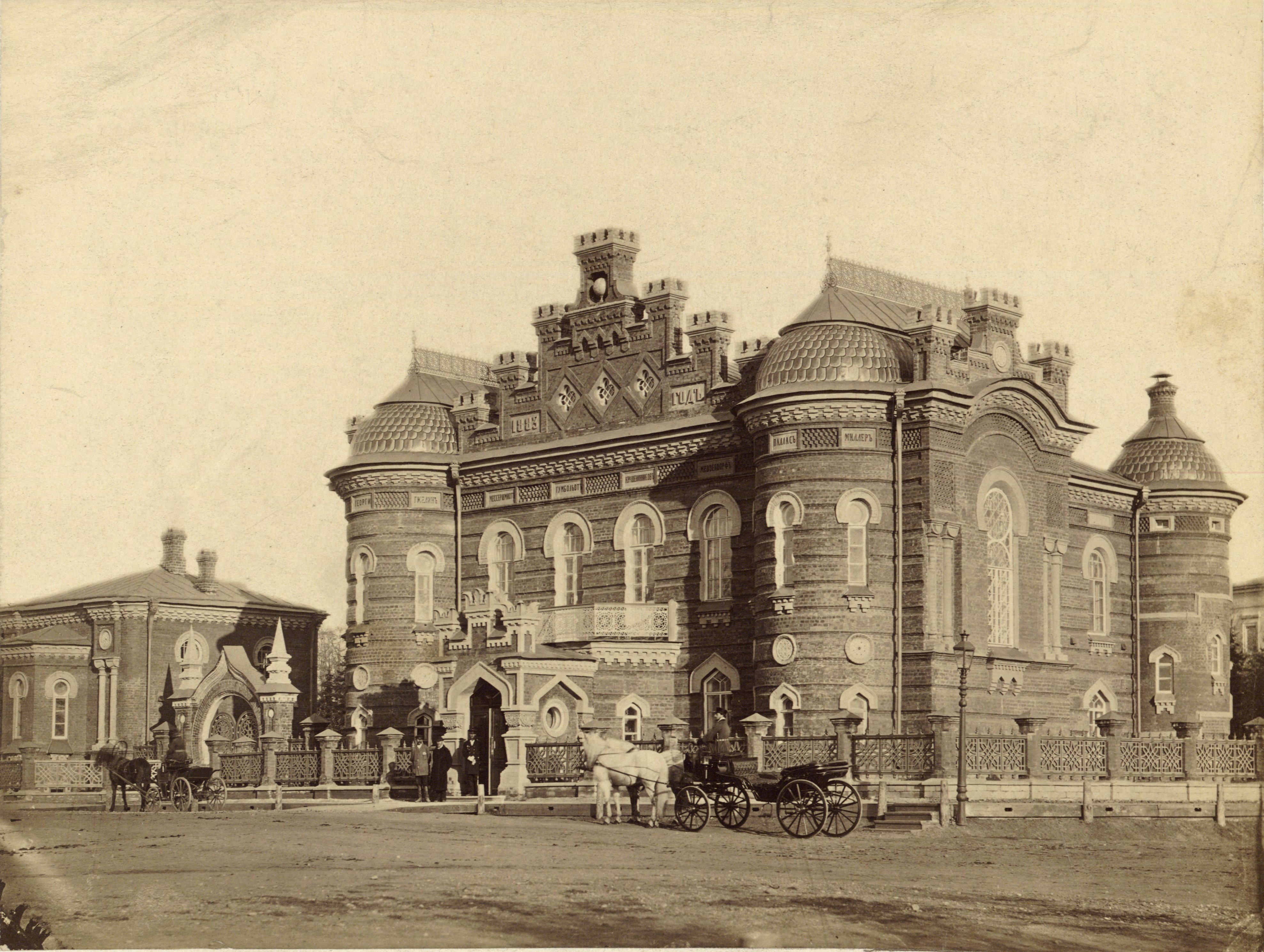
Археологический музей, построенный вместо уничтоженного в пожаре 1879 года. 1880-е гг.

22 и 24 июня 1879 года в городе полыхал пожар, практически уничтоживший исторический центр. Это событие поделило историю города на допожарный и послепожарный Иркутск. От пожара погибло 11 человек, тысячи людей лишились крова. Среди прочего сгорел археологический музей (основан в XVIII веке) и с ним около 10 тысяч книг библиотеки Географического общества, а также губернский архив. Путешественник Дж. Кеннан отмечал, что город 1880-х годов много потерял и стал менее интересным, чем до пожара. Восстановление города из пепелища совпало с расцветом ленской золотопромышленности в 1870—1880-е годы.
В конце 1880-х годов начался упадок золотопромышленности, угасание кяхтинской торговли. В 1890 году в городе останавливался Антон Чехов, который назвал Иркутск «интеллигентным городом». С 23 по 25 июня следующего года Иркутск посещал направляющийся из заграничной части своего Восточного путешествия с Дальнего Востока цесаревич Николай Александрович, будущий император Николай II. Наследник прибыл в город по Ангаре на пароходе «Граф Сперанский». В те дни он осуществлял смотры войск, посещал праздничные мероприятия в его честь, учебные заведения и церкви. В 1897 году состоялся первый киносеанс. В 1899 году на улицах появились омнибусы, тариф на проезд в которых устанавливался думой.

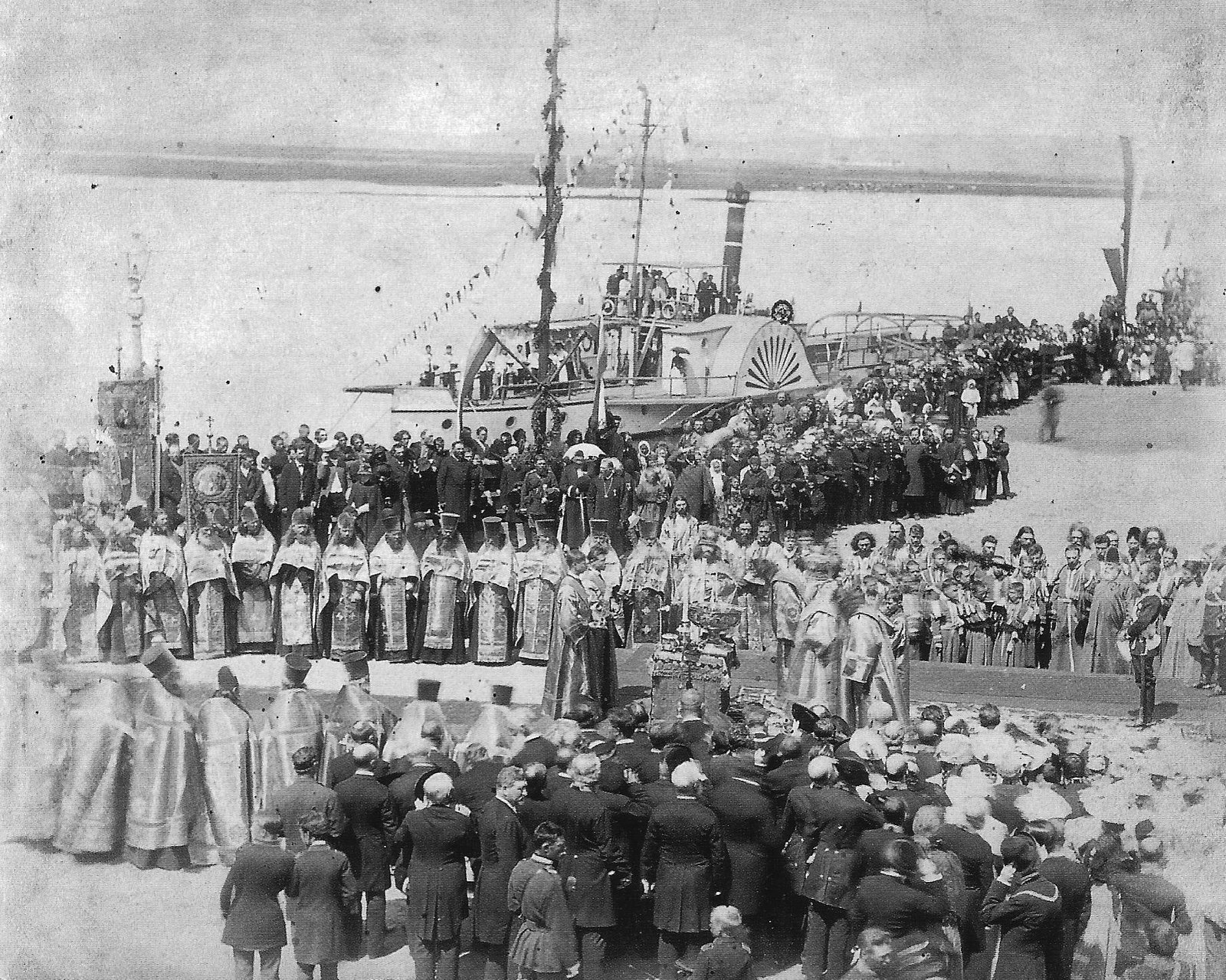
Торжественная встреча цесаревича (справа в одиночестве от духовенства в центре) на набережной Ангары близ Богоявленского кафедрального собора

Согласно первоначальному проекту, железная дорога должна была пройти по более короткому пути к северу от Байкала, в стороне от Иркутска. Однако город миновала судьба Томска, и в 1898 году в Иркутск прибыл первый поезд по Транссибу. Железная дорога вызвала появление в городе новых транспортных предприятий, оживила добычу угля и лесную промышленность, способствовала притоку населения.

## XX век

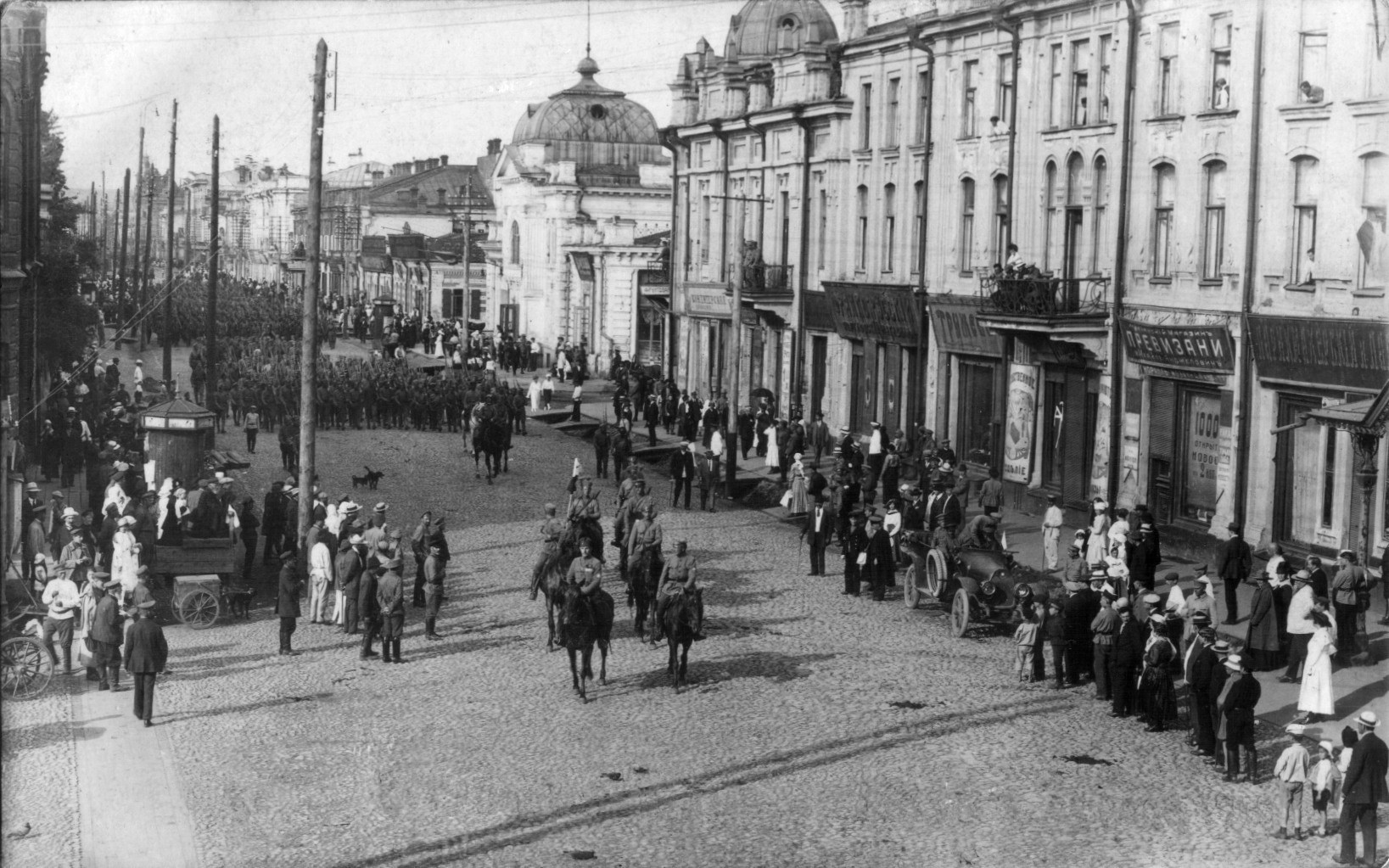
Вступление Чехословацкого корпуса в Иркутск, 1918 год

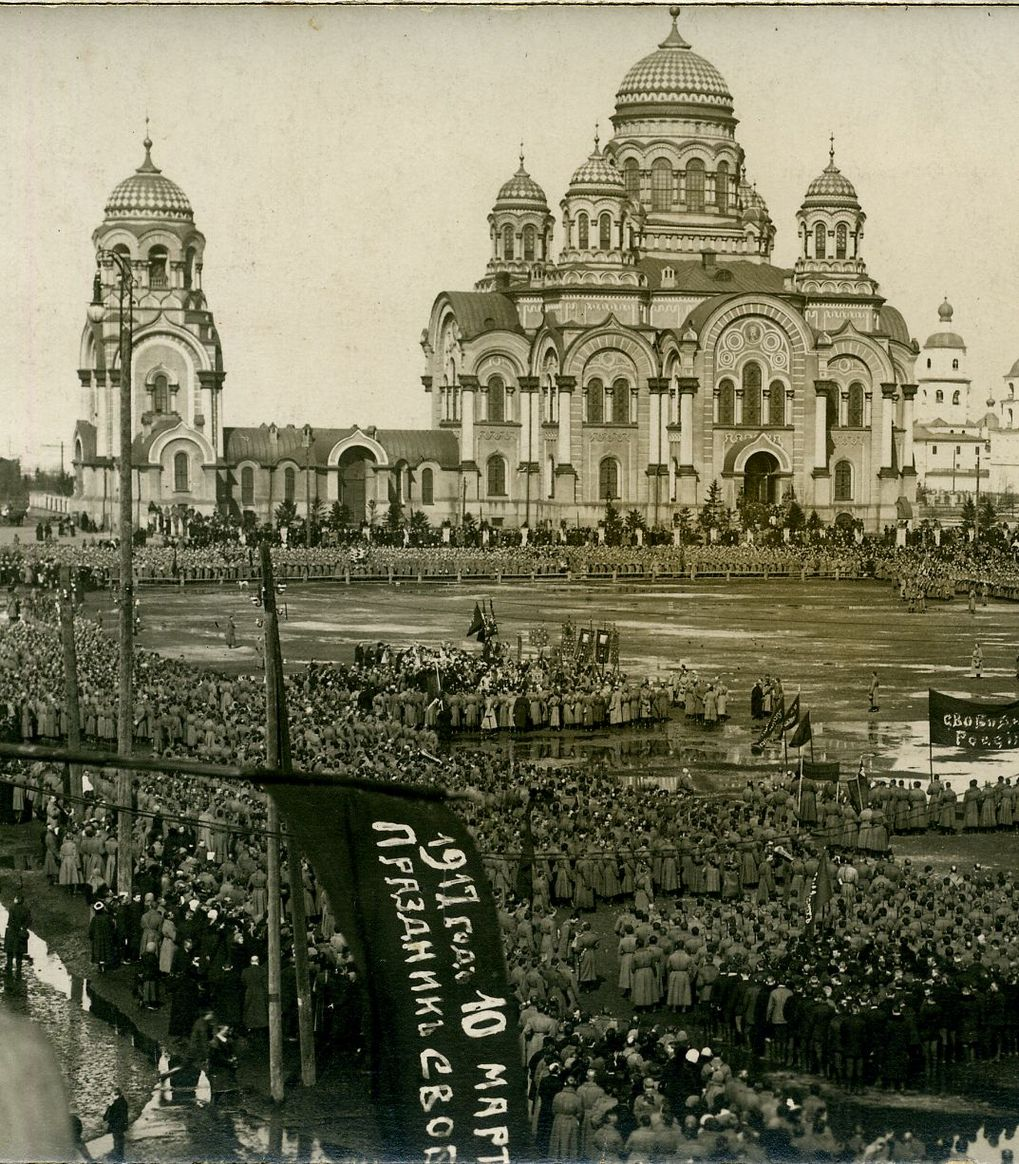
Празднование «дня Свободы» на Тихвинской площади, 10 (23) марта 1917 года

С ростом населения Иркутска увеличивалось социальное расслоение общества на богатых и бедных. Весёлая жизнь купцов и чиновников на парадных улицах контрастировала с беднотой, ютившейся в холодных лачугах рабочих предместий. Современники обращали внимание на большое количество в городе нищих, больных и умирающих.
Начало XX века ознаменовалось развитием революционного движения. В апреле 1903 года на станции Иннокентьевская вспыхнула забастовка железнодорожников, закончившаяся массовыми арестами. В октябре 1905 года в городе проходила всеобщая забастовка рабочих и служащих. 19 октября генерал-губернатор П. Кутайсов телеграфировал царю: «Положение отчаянное. Войск почти нет. Бунт полный, всеобщий». С введением военного положения открытые выступления прекратились. Летом 1908 года социал-демократы попытались сорвать торжественное открытие памятника Александру III, объявив этот день «чёрным праздником» царских чиновников. В годы Первой мировой войны было мобилизовано свыше 10 тысяч иркутян. Промышленные предприятия дореволюционного города были небольшими и носили преимущественно кустарный характер. Большинство населения было занято в торговле, сфере услуг, огородничестве и ремесленном производстве.
В начале марта 1917 года в Иркутске образуется Комитет общественных организаций (КООрг), объявивший себя высшим политическим учреждением города и губернии. По его расположению был отстранён от должности губернатор А. Н. Юган, арестованы военный генерал-губернатор А. И. Пильц и высшие чины полиции. Упраздняется генерал-губернаторство. Из губернской тюрьмы выпускаются все политические заключённые. В декабре 1917 года в городе, с центром противостояния у Белого дома в течение 9 дней происходили ожесточённые бои между красногвардейцами и юнкерами, в которых погибло свыше 300 человек, около 700 были ранены. По окончании боёв временно установилась советская власть. 13—14 июня 1918 года в Иркутске произошла неудачная попытка антисоветского восстания. 11 июля 1918 с незначительными боестолкновениями город был взят частями Чехословацкого корпуса и Временного Сибирского правительства. Гражданская власть временно перешла к городской думе.
В ноябре 1919 года в Иркутск из Омска переехало Правительство Колчака, Совет министров которого разместился в здании Русско-Азиатского банка. 12 ноября 1919 на Всесибирском совещании земств и городов в Иркутске был создан Политический центр, организовавший в конце 1919 антиколчаковское восстание, явившееся успешным. 15 января 1920 года в Иркутск прибывает поезд с А. Колчаком, находившемся под неформальным арестом со стороны союзников, которыми в тот день был передан представителям Политцентра и заключён в иркутскую тюрьму. В конце января Политический центр передаёт власть в пользу большевистского Военно-революционного комитета. 7 февраля 1920 года адмирал вместе с председателем его Правительства В. Пепеляевым были расстреляны, по самой распространённой из версий в устье Ушаковки. 7 марта 1920 года в город торжественно вошла 5-я Красная Армия.

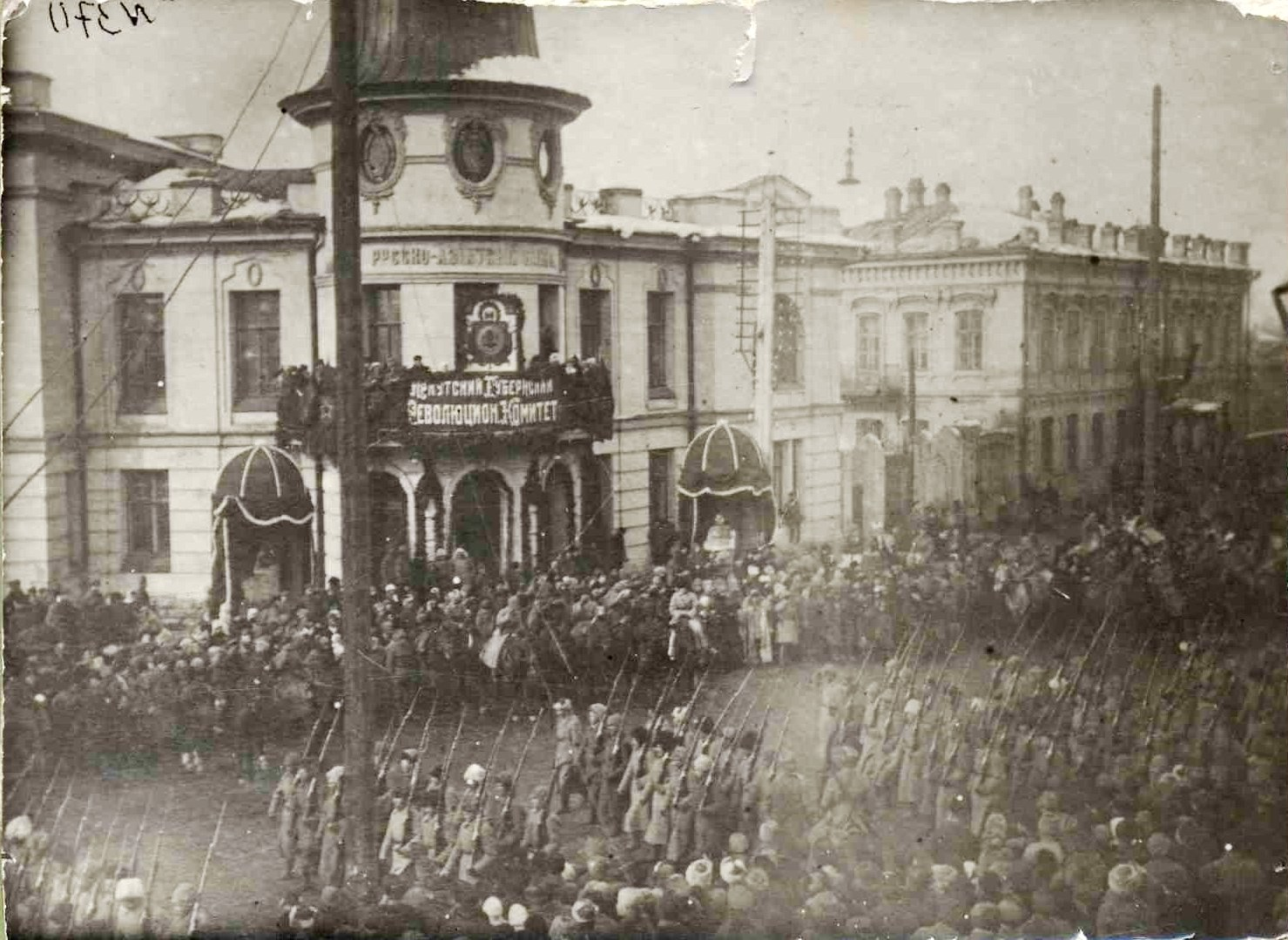

В 1926 году Иркутская губерния была упразднена, в составе Сибирского края образован Иркутский округ. В 1922—1923 годы Иркутск был центром Монголо-Бурятской автономной области, с 1930 года — центром Восточно-Сибирского края, с 1937 года — Иркутской области. В 1923 году был построен первый стадион на 2 тысячи мест. В 1936 году через Ангару открыт первый железобетонный мост имени Ленина. В 1920—1950-е годы на Ангаре действовал гидропорт. На 1930-е годы пришлось строительство авиазавода, металлургического завода им. Куйбышева, чаепрессовочной, швейной и макаронной фабрик, мыловаренного завода и других предприятий. В годы Великой Отечественной войны на фронт ушло около 20 тысяч иркутян, половина из которых не вернулась. Во время войны в Иркутск были эвакуированы некоторые предприятия западных регионов страны, оставшиеся здесь после войны.

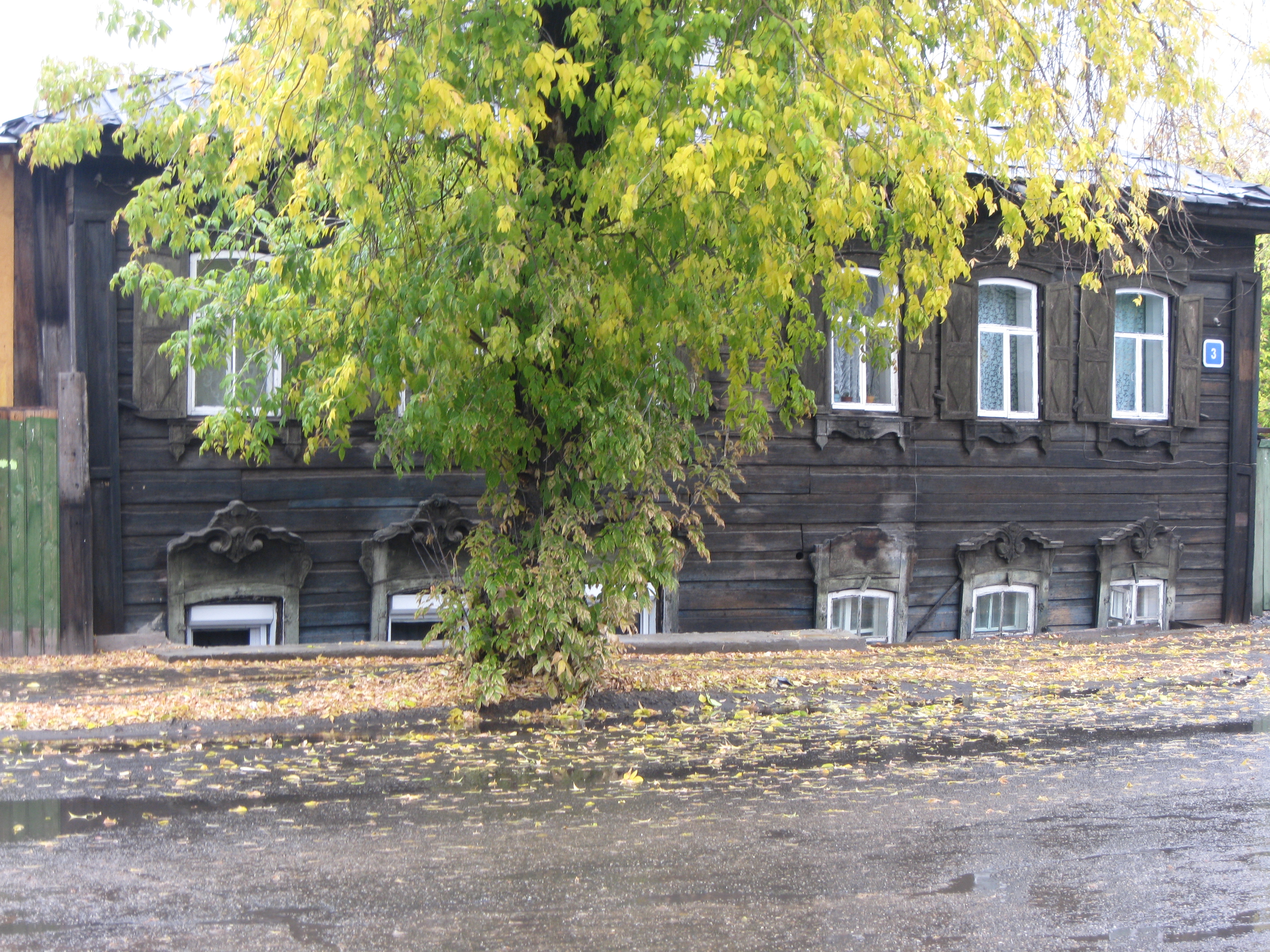
Культурный слой Иркутска к началу XXI века повысился на 1,5 метра

В 1950-е годы в рамках реализации постановления Совета Министров СССР от 17 января 1955 года «О наборе в Китайской Народной Республике рабочих для участия в коммунистическом строительстве и трудового обучения в СССР» на предприятиях и стройках города работали китайские рабочие.
В 1958 году введена в эксплуатацию Иркутская ГЭС. В это время город оставался в основном деревянным и одноэтажным. В 1960—1970-е годы развернулось широкомасштабное жилищное и промышленное строительство. 11 мая 1963 года город посещал Фидель Кастро Рус. В 1986 году «За большие заслуги трудящихся Иркутска в революционном движении, их вклад в борьбу с немецко-фашистскими захватчиками в годы Великой Отечественной войны» город удостоен ордена Октябрьской Революции.
До начала 1990-х годов Иркутск оставался одним из крупнейших индустриальных центров РСФСР с высокотехнологичным машиностроением, ориентированным на союзный рынок: развивалось авиастроение, приборостроение, радиоэлектроника; а также производство металлургического и горного оборудования, автомобильных деталей и станков. Металлообрабатывающее производство было представлено заводами по ремонту подвижного состава железной дороги, речных судов, самолётов. Другими крупными отраслями были производство строительных материалов, мебельная, полиграфическая, лёгкая и пищевая промышленность. На пяти крупнейших заводах было занято свыше 40 тысяч человек. В постперестроечные годы не смогли вписаться в рыночные условия многие предприятия машиностроения и лёгкой промышленности, прекратили существование заводы «Радиан», станкостроительный, карданных валов, радиозавод, чаеразвесочная и макаронная фабрики, домостроительный комбинат, завод железобетонных изделий и другие.